# Georges Frère
Pour les articles homonymes, voir Frère (homonymie).
Bernard Georges François Frère, né le 8 janvier 1762 à Montréal (Aude) et mort le 16 février 1826 à Paris, est un général français de la Révolution et de l’Empire.

## Biographie
Fils de Joseph Charles, docteur en médecine et de dame Anne Ursule Segoune , il est pharmacien au commencement de la Révolution française. Entré au service en 1791, il mérite deux ans après le commandement du 2e bataillon de volontaires de l'Aude.

### Début de carrière militaire sous la Révolution
Les armées des Pyrénées et d'Italie où il fait les campagnes qui précédèrent le traité de Campo-Formio sont témoins de sa valeur. Il est blessé aux redoutes de Sezia, à l'entrée dans le Piémont. Chef de bataillon à la 1re demi-brigade de ligne, il est encore blessé au combat de Bassano en 1796 lorsque ce régiment se précipitant sur les pièces qui défendaient le pont de la Brenta, les enlève, passe le pont et pénètre dans la ville malgré la résistance opiniâtre des bataillons de grenadiers, élite de l'armée autrichienne. Le général Napoléon Bonaparte cite honorablement le commandant Frère dans son rapport au Directoire et le fait colonel de son régiment. Il passe en cette qualité à l'armée de l'Ouest, en Hollande, à l'armée du Rhin, qu'il quitte pour venir commander la Garde des consuls. Promu le 12 septembre 1802 au grade de général de brigade, il fait partie du corps d'armée qui s'empare du Hanovre en 1803.

### Général d'Empire

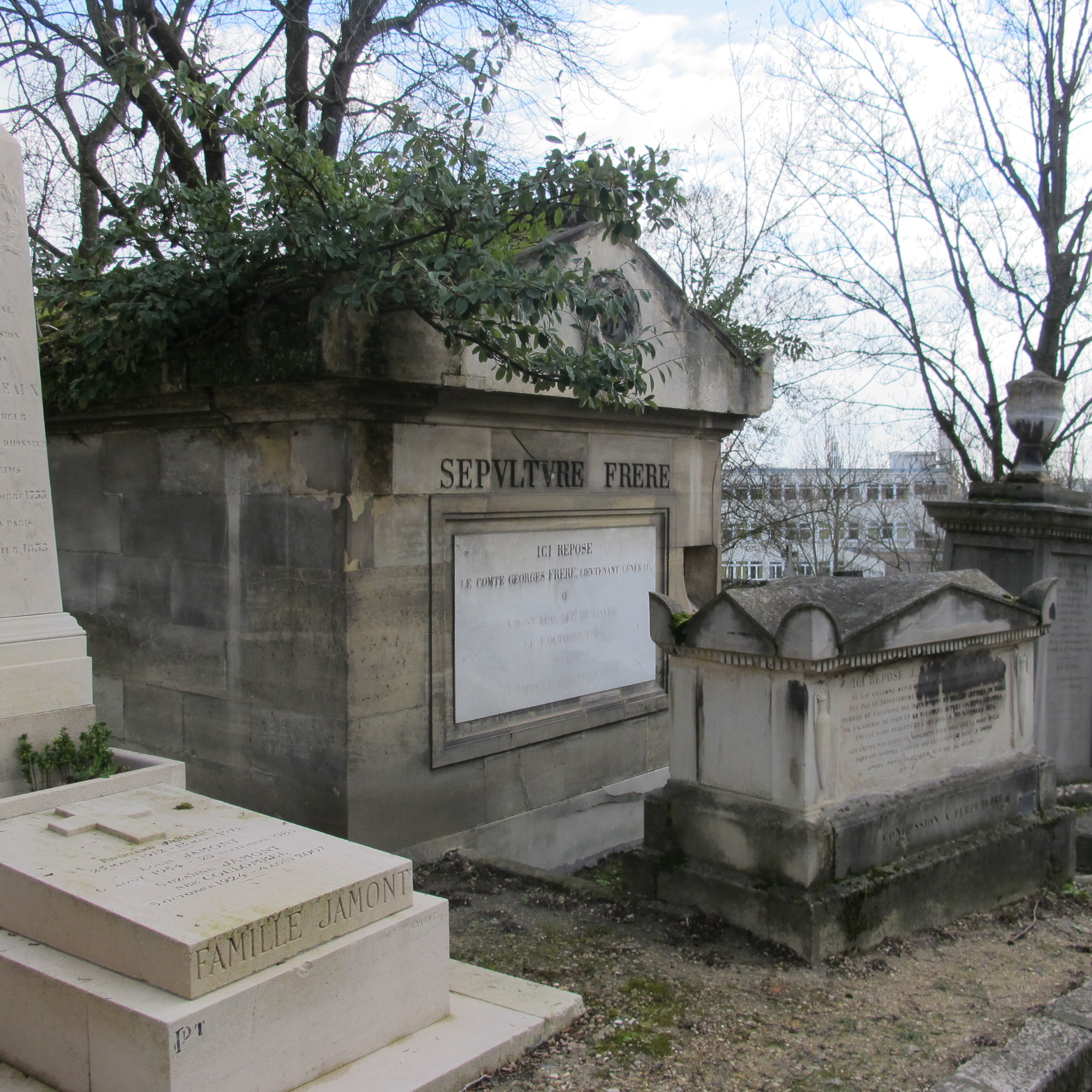
Sépulture du général Georges Frère au cimetière du Père-Lachaise à Paris (division 39)

Il combat en Autriche, en Prusse et en Pologne, dans les campagnes de 1804 à 1807, et est cité avec distinction dans les bulletins de l'armée. Le général contribue à la prise de Lubeck et entre un des premiers dans cette place. Dans la campagne de Pologne, il est chargé de défendre le passage important du pont de Spanden, sur la Passarge ; sept fois la droite des alliés, forte de dix mille hommes, marche sur les retranchements, et sept fois elle en est repoussée par le général Frère qui n'a avec lui que le 27e régiment d'infanterie légère et quatre pièces de canon. Cette défense qui coûte à l'ennemi plus de mille hommes, a lieu le 5 juin 1807 et est un des plus brillants faits d'armes de la campagne. Le général Frère reçoit l'année suivante le titre de comte de l'Empire, la croix de commandeur de la Légion d'honneur, le grade de général de division le 6 mars 1808, et un commandement en Espagne.
Le 7 juin il marche sur Ségovie, et arrivé à un quart de lieue de cette ville, il envoie un parlementaire pour inviter les magistrats à faire rentrer les insurgés dans le devoir. Les Espagnols, forts de cinq mille hommes et soutenus par trente pièces d'artillerie, ayant accueilli le parlementaire à coups de canon, le comte Frère ordonne aussitôt l'attaque. La place est emportée de vive force ; beaucoup d'Espagnols périssent dans le combat, un grand nombre sont pris et l'on s'empare des canons. Le général Frère prend part au siège de Saragosse en qualité de chef d'état-major du maréchal Lannes, avec lequel il retourne en Autriche. Il y donne des nouvelles preuves de valeur et de talent, et est grièvement blessé à la bataille de Wagram. De retour dans la Péninsule, il se signale encore aux sièges de Tortose et de Tarragone, revient en France en 1813, est appelé au commandement de la 13e division (Rennes), et ensuite de la 46e à Lille.
Après la première Restauration, le comte Frère est nommé chevalier de Saint-Louis, demeure à peu près inactif pendant les Cent-Jours, et n'en perd pas moins son commandement. Il meurt, à Paris le 16 février 1826.
Il repose au cimetière du Père-Lachaise (division 39). Son fils unique est tué en duel. Son nom est gravé sur l'arc de triomphe de l'Étoile, côté Sud.